# Podocarpus nubigenus
Espèce
Classification phylogénétique
Statut de conservation UICN

 NT  : Quasi menacé
Podocarpus nubigenus  est une espèce de conifères du genre Podocarpus, endémique des forêts pluvieuses de type valdivien du sud du Chili et des territoires adjacents du sud-ouest de l'Argentine.
Il a plusieurs noms vernaculaires : mañio macho, mañíu macho ou mañío de hojas punzantes, mañiú macho ou encore huililahuán.

## Description
C'est un arbre de taille moyenne à grande, pouvant atteindre 20-25 mètres, rarement 35 mètres. On le trouve tant au Chili qu'en Argentine entre les 38° et 53° de latitude sud.